# O Combate (João Pessoa)
O Combate é o título de dois jornais brasileiros da Paraíba, ambos já extintos. O primeiro teve existência efêmera, no começo do século (1903-1904) e o segundo teve existência mais duradoura (1988-1994). Este último, publicado pela Editora Promoções Ltda., ficou mais conhecido por sua atuação política em prol de candidatos ao governo daquele estado, era acusado de, junto a outro periódico, voltar a circular apenas em anos eleitorais em benefício de alguns candidatos.

## Histórico
Durante as eleições de 2006 o jornal e seu proprietário, Cristiano Machado, foram investigados pelo Ministério Público Eleitoral junto aos políticos José Targino Maranhão e Ney Suassuna pela possível prática de abuso do poder econômico e de mídia.
A investigação determinou a quebra dos sigilos fiscal e bancário do jornal e seu proprietário, depois de uma denúncia de abusos em ataques feitos pelo jornal contra o candidato que viria a ser eleito, Cássio Cunha Lima e outros.